# JPホールディングス
株式会社JPホールディングス（ジェイピーホールディングス、英: JP-Holdings, Inc.）は、東京都港区港南に本社を置く日本の持株会社。
2021年より学研ホールディングスの持分法適用関連会社となっていたが、2023年に学研ホールディングスが保有するJPホールディングスの株式全てをダスキンに譲渡したため、同社の持分法適用関連会社となっている。なお、英称が同じ日本郵政グループの持株会社とは別企業である。

## 概要
アスクの名称で、日本の関東地方を中心に保育所172施設（2017年3月現在）を運営している。
保育所のほか、学童クラブ63施設、児童館10施設を運営。
365日開園・年中無休を基本とし、延長保育・休日保育・一時保育・程度の問題であるが病気の場合の対応など保護者が保護者の都合で求めるサービスを提供。
また、給食メニューに、契約農家の特栽米・100%秋田産「あきたこまち」を使用するほか、各園で食物を育てメニューに取り入れるなど、園児の食育事業を積極的に展開。
元々は大和証券出身の創業者、山口洋が、アミューズメント施設でのコーヒーのワゴンサービスで事業を拡大。
従業員の福利厚生として託児所を開設したのを契機に保育事業に参入、2010年3月には飲食関連事業の子会社を売却し、子育て支援事業に特化。日本郵政グループと提携し、集配施設の集約化で各集配郵便局だった大規模郵便局の空きスペースに、保育所を運営する事業で協力することになり、2015年4月よりさいたま市南区のさいたま中央郵便局敷地内に認可保育園を開園。
この間、2012年2月に山口が辞任。当時は「体調不良による入院のため」としていたが、筆頭株主でもあった山口は2017年9月、会社側に対し臨時株主総会の開催を請求。取締役全員の事実上の即時解任を求めた。
山口の請求に対し、会社側は11月22日に本社のある名古屋市で臨時株主総会の開催を決定。臨時株主総会は11月22日に名古屋市内で開かれ、山口の提案は否決された。

## 沿革
- 1993年3月31日 - 大和証券出身の山口洋が「有限会社ジェイ・プランニング」を設立[1]。
- 1996年
  - 1月 - 株式会社へ組織変更「株式会社ジェイ・プランニング」を設立[1]。
  - 6月 - 株式会社ゲオとの事業提携により商号を「株式会社ゲオ・ジェイピー」に変更[1]。
- 1999年4月 - 株式会社ゲオとの事業提携を解消。商号を株式会社ジェイ・プランニングへ戻す[1]。
- 2000年
  - 3月 - 株式会社マルチ・ボックス、有限会社ジェイ・ピー・サービス、有限会社ジェイ・ピー・スタッフの3社を吸収合併[1]。
  - 4月 - 企業内に託児所を開設。
- 2001年12月 - 埼玉県新座市に保育所「スマイルキッズ新座園」を開設[1]。
- 2002年
  - 8月 - 認証園「ひばり」を開設。
  - 10月9日 - ジャスダックに株式を上場[1]。
- 2004年10月 - 「株式会社JPホールディングス」に商号を変更。同時に運営事業を分社化し、株式会社日本保育サービス、株式会社ジェイ・プランニング、株式会社ジェイキッチン、株式会社ジェイ・プランニング販売を設立し、本体は持株会社となる[1]。
- 2008年4月 - 株式会社前進会（その後 株式会社横浜保育サービスに商号変更）を譲り受け、100%子会社化[1]。
- 2009年10月1日 - ジャスダック証券取引所の所属業種を卸売業からサービス業へ変更[1]。
- 2010年
  - 3月31日 - 子会社である株式会社ジェイ・プランニングの全株式を株式会社翔亜カンパニーに譲渡。事業を子育て支援事業に特化。
  - 4月1日 - 子会社である株式会社日本保育サービスを存続会社とし、同じく子会社の株式会社横浜保育サービスを吸収合併[1]。
- 2011年
  - 3月10日 - 東京証券取引所第二部に株式上場[1]。
  - 3月 - 一般募集並びに第三者割当により新株式を発行。
  - 6月 - 6月1日付で1株を2株に株式分割
- 2012年3月14日 - 東京証券取引所1部に指定替え[1]。
- 2015年2月 - 創業者の山口が辞任。同じ大和証券出身で、管理部長だった荻田和宏が常務から社長に昇格[9]。
- 2016年9月 - 相鉄ホールディングス株式会社より相鉄アメニティライフ株式会社の全株式を取得し、子会社化。同時に株式会社アメニティライフに商号を変更[1]。
- 2017年2月 - 株式会社資生堂と合弁会社のKODOMOLOGY株式会社を設立[1]。
- 2018年
  - 3月 - KODOMOLOGY株式会社の株式を株式会社資生堂に譲渡し、合弁を解消[1]。
  - 3月 - 子会社の株式会社四国保育サービスを解散[1]。
- 2020年10月 - ベトナム子会社のCOHAS VIETNAM CO.,LTDをC2C Global Education Group株式会社へ譲渡[1]。
- 2021年1月 - 株式会社学研ホールディングスと資本業務提携を締結[1][2]。
- 2022年4月 - 子会社の株式会社日本保育サービスが同じく子会社の株式会社アメニティライフを吸収合併[1]。
- 2023年
  - 1月1日 - 子会社の株式会社日本保育サービスが同じく子会社の株式会社ジェイキャストおよび株式会社ジェイ・プランニング販売を吸収合併[10]。
  - 6月 - 株式会社子育てサポートリアルティを設立[1]。
  - 10月 - 株式会社ダスキンと業務提携契約を締結[1]。
- 2024年
  - 2月 - 株式会社ワンズウィルの全株式を取得し、子会社化[1]。
  - 8月- 本店を愛知県名古屋市東区から名古屋市中村区に移転[1]。
- 2025年
  - 6月 - 株式会社テレビ熊本とグループ会社である株式会社TKUヒューマンおよびその関係者との合弁会社であるJPホールディングス九州を設立[11]。
  - 7月1日 - 本店を名古屋市中村区名駅から現在地に移転[12]。

## 代表者の不祥事
第三者委員会の調査結果では、2017年時点の代表取締役社長である荻田和宏によるパワハラ、セクハラに該当しうる行為が認められると認定されている。

## 事業所
- 東京本社 - 東京都港区港南1丁目2番70号 品川シーズンテラス5F
- 名古屋支店 - 愛知県名古屋市中村区名駅2丁目38番2号 オーキッドビル7F

## グループ会社
- 株式会社日本保育サービス
- 株式会社ジェイキッチン
- 株式会社日本保育教育総合研究所（旧・株式会社日本保育総合研究所）
- 株式会社子育てサポートリアルティ
- 株式会社ワンズウィル
- 株式会社JPホールディングス九州